# Fiat 507/F
Le Fiat 507/F est un véhicule utilitaire dérivé de la voiture Fiat 507 produite durant les années 1926 et 1927. Il remplaçait le précédent modèle Fiat 505/F lancé en 1923.
Ce véhicule fut livré en châssis cabine ou en châssis nu par Fiat V.I. aux carrossiers spécialisés pour des utilisations en fourgonnettes type pickup ou fourgons fermés et en autobus d'une capacité de 25 places comme Orlandi.
Une version militaire baptisée Fiat 507/FA a été fabriquée durant les années 1928 et 1929.

## Caractéristiques techniques
| Modèle           | Type                        | Années de production | Type moteur | Cylindrée         | Puissance            | PTC    |
| ---------------- | --------------------------- | -------------------- | ----------- | ----------------- | -------------------- | ------ |
| Fiat 505/F       | Fourgonnette, Châssis nu    | 1923 - 1926          | Fiat 105    | 2 296 cm3 essence | 33 ch                | 1,2 t  |
| Fiat 507/F       | Fourgonnette, Châssis nu    | 1926 - 1928          | Fiat 107    | 2 296 cm3 essence | 35 ch                | 3,5 t  |
| Fiat 507/F       | Châssis autobus             | 1926 - 1928          | Fiat 107    | 2 296 cm3 essence | 35 ch                | 3,5 t  |
| Fiat 507/FA      | Véhicule militaire          | 1928 - 1929          | Fiat 107    | 2 296 cm3 essence | 35 ch                | 1,5 t  |
| Fiat 508/F       | Fourgon, pickup, Châssis nu | 1928 - 1929          | Fiat 108C   | 1 089 cm3 essence | 28 ch                | 1,52 t |
| Fiat 603 / 603/F | Camion, Châssis / Autobus   | 1925 - 1929          | Fiat 107    | 2 296 cm3 essence | 35 ch à 2 600 tr/min | 4,4 t  |
| Fiat 603/S       | Autobus                     | 1925 - 1926          | Fiat 112    | 3 446 cm3         | 46 ch                | 6,0 t  |

Nota : À cette époque, les versions militaires différaient très peu des versions civiles.

## L'autobus Fiat 507/F by Orlandi
Après la Première Guerre mondiale, le besoin déplacement des personnes et des biens a connu une forte croissance et est devenu plus rapide. Les premiers véhicules pour le transport collectif, les autobus, ont d'abord été réalisés avec une carrosserie sur un châssis de voiture de série. Chez Fiat, le 507/F Orlandi, a poursuivi la série des autobus construits depuis 1907. Il est considéré, par le constructeur italien, comme le premier exemple des midi et minibus modernes, avec des dimensions compactes de 2,3 mètres de large par 5,4 mètres de longueur. Il offrait 13 fauteuils passagers plus le chauffeur et le poinçonneur. Le Fiat 507/F est resté en production jusqu'en 1928, développé par la Carrozzeria Emiliana Renzo Orlandi, une entreprise spécialisée dans les carrosseries qui sera intégrée dans Iveco en 1988.